# Gerhard Kohnert
Gerhard Kohnert nasceu como Gerhard Kohn, filho de Franz Kohn (* 23 de Dezembro de 1857; † 24 de Setembro de 1909) e de sua esposa Johanna, nascida Gehrels (* 24 de Dezembro de 1862; † 24 de Dezembro de 1925) em Geestemünde, como o primeiro filho. Seu irmão, quatro anos mais novo, era o empresário e presidente da Câmara de Comércio Hans Kohnert.
Depois de frequentar o Realgymnasium em Bremerhaven, Gerhard Kohnert, com 17 anos, iniciou seus anos de aprendizado e viagens (1900-1908): os primeiros dois semestres na escola de Negócios (HHL) em Leipzig, e depois mais dois semestres na Escola de Gestão de Colónia. Em seguida, teve posições comerciais em Geestemünde, Lübeck, Wiborg (Finlândia), na serração de Kramfors no distrito de Härnösand no norte da Suécia e finalmente dois anos em Londres e um ano nos EUA.

## Biografia
Gerhard Kohnert não era casado e não tinha filhos. Devido às hostilidades resultantes do sobrenome judeu “Kohn” / “Cohn” sob o nazismo, seu irmão Hans solicitou a mudança de nome para "Kohnert" para a família e empresas afetadas em Geestemünde e Melle em 1937, o que foi oficialmente aprovado em 14 de agosto de 1937. Gerhard Kohnert faleceu em 5 de julho de 1962, aos 78 anos de idade, em Melle, após uma curta doença.

### Contribuição

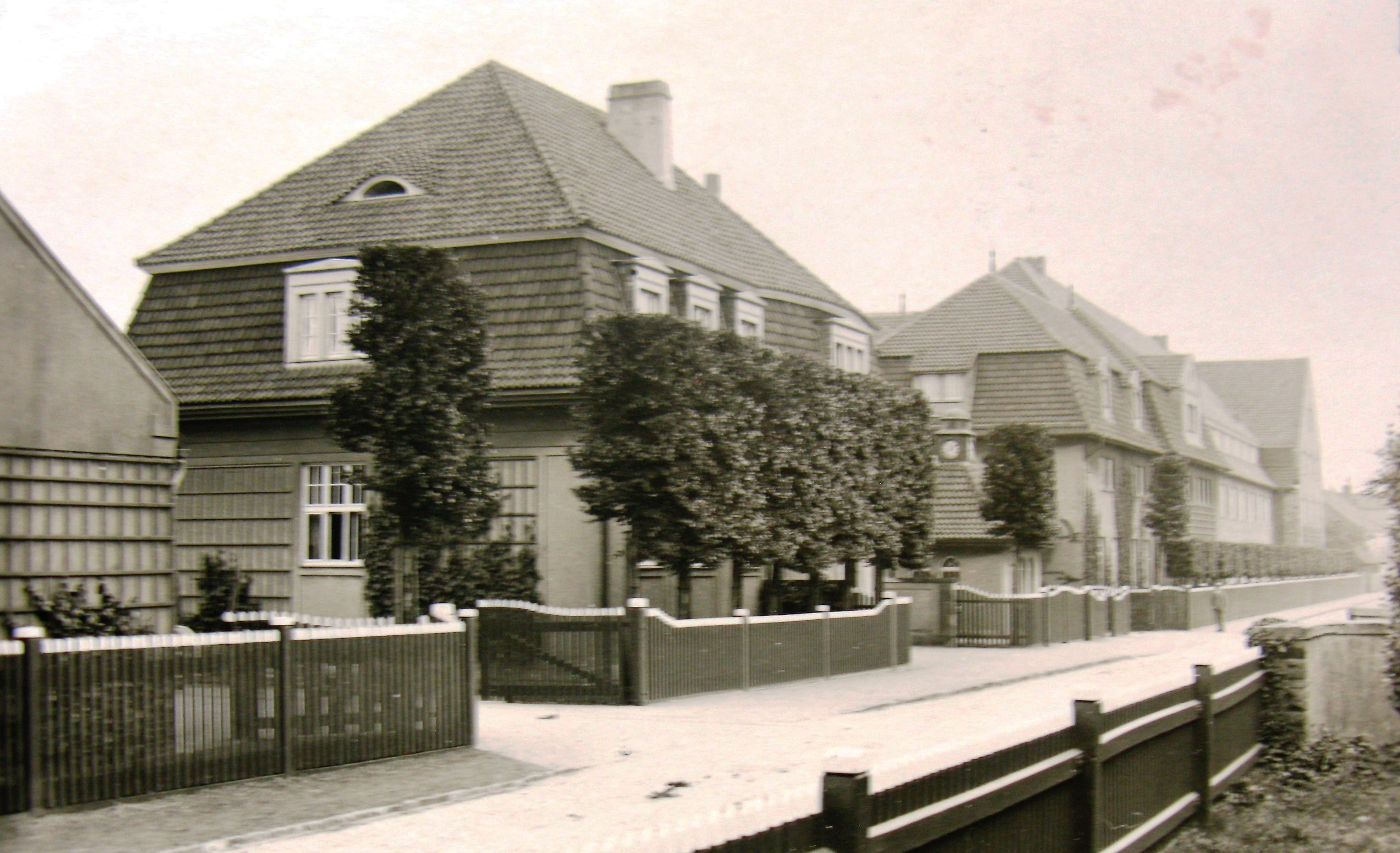
Meller Möbelfabrik, (Meller fábrica de móveis), (MMM) 1929

Em 1909, após a morte de seu pai, Gerhard Kohn juntou-se à empresa dos pais, a empresa de importação e transformação de madeira Pundt & Kohn em Geestemünde, como diretor-geral, na qual também se tornou sócio em 1912, juntamente com seu irmão Hans, que assumiu a gestão da empresa após a morte do pai em 1909. De 1912 a 1924, foi também membro da Câmara de Indústria e Comércio de Bremerhaven.
Em 1909, Gerhard Kohn fundou a “Meller Möbelfabrik GmbH” (MMM) em Melle, perto de Osnabrück, que ele dirigiu até sua morte em 1962. Ele reconheceu cedo que nas proximidades da chamada "bacia do mobiliário" ((Herford, Detmold,  Leste da Vestfália-Lippe)), ou seja, em uma região estruturalmente fraca entre Wiehengebirge e Floresta de Teutoburgo, existiam condições particularmente boas para o desenvolvimento de uma indústria de móveis: As florestas ricas em de faia e de carvalho forneciam matérias-primas, o alto desemprego e baixos salários garantiam baixos custos unitários, e a grande necessidade de terra para a produção de móveis intensivos em espaço podia ser coberta de forma barata.  Além disso, a conexão ferroviária com os mercados de venda de móveis em rápido desenvolvimento na área próxima ao Vale do Ruhr e, posteriormente, também na Renânia e Sarre, significavam condições favoráveis para o desenvolvimento da produção de móveis.
Houve termos e condições especiais durante as duas guerras mundiais, por exemplo, a fabricação de caixas de munições e peças de aviões produzidos sob as leis restritivas da administração militar. Na Segunda Guerra Mundial, a produção da MMM mudou para tarefas de tempo de guerra.

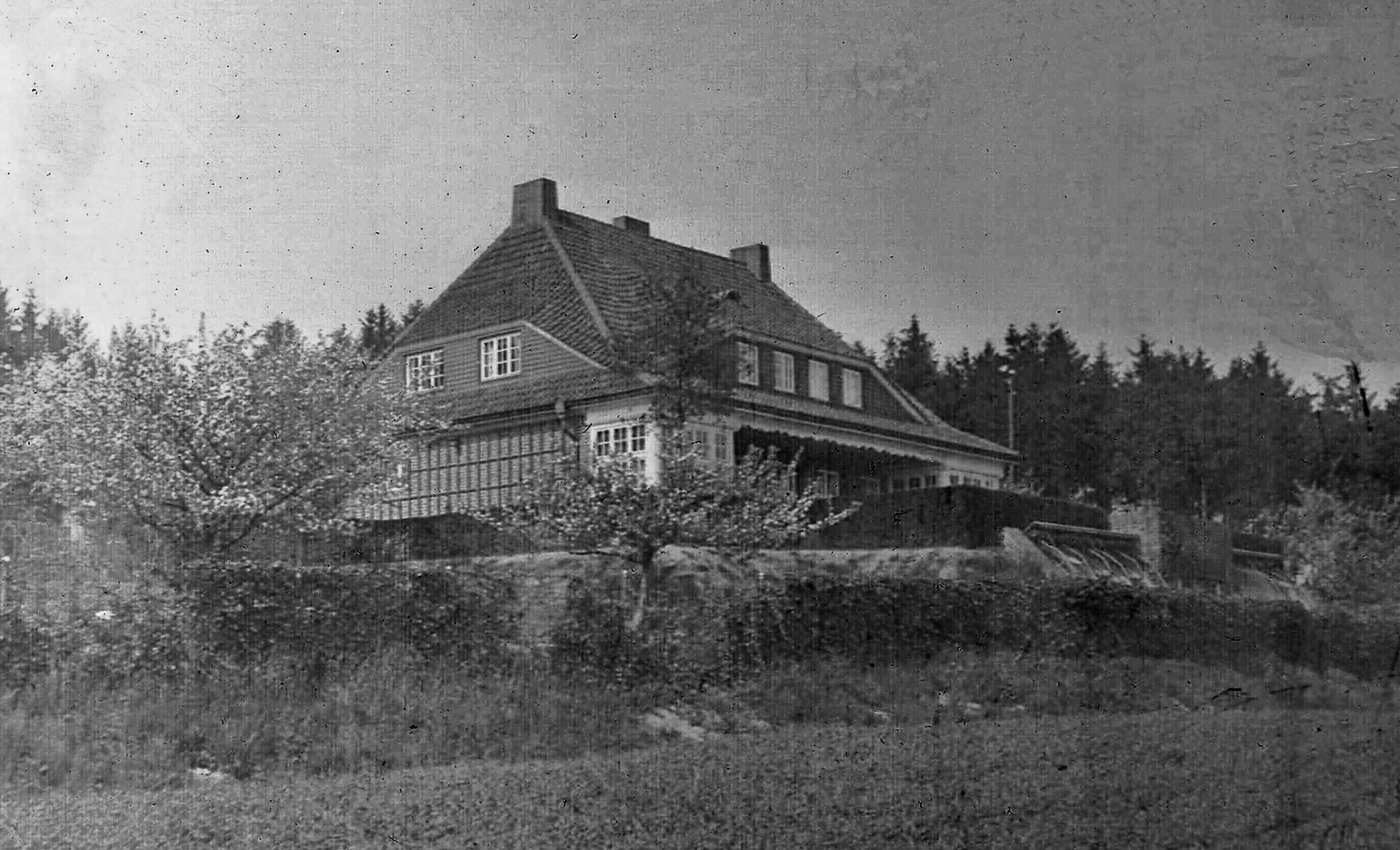
Kohns mansão „Casa Sonneck“, 1930

Após o fim da guerra, as tropas britânicas sob o comando do Marechal de Campo Bernard Montgomery ocuparam a região e confiscaram a Villa "Casa Sonneck" de Kohnert em "Meller Berg" (1945-1955). Montgomery estabeleceu seu quartel-general temporário na fazenda vizinha de la quinta Ostenwalde (Melle-Oldendorf). Kohnert inicialmente viveu no prédio de escritórios da empresa antes de construir três novos prédios residenciais nas instalações da fábrica como apartamentos da empresa na "Teichbruchstraße", hoje "Bismarckstr." No. 13-17 (desde 1967 sob proteção de monumentos como um complexo), para si e para seu gerente e signatário autorizado.

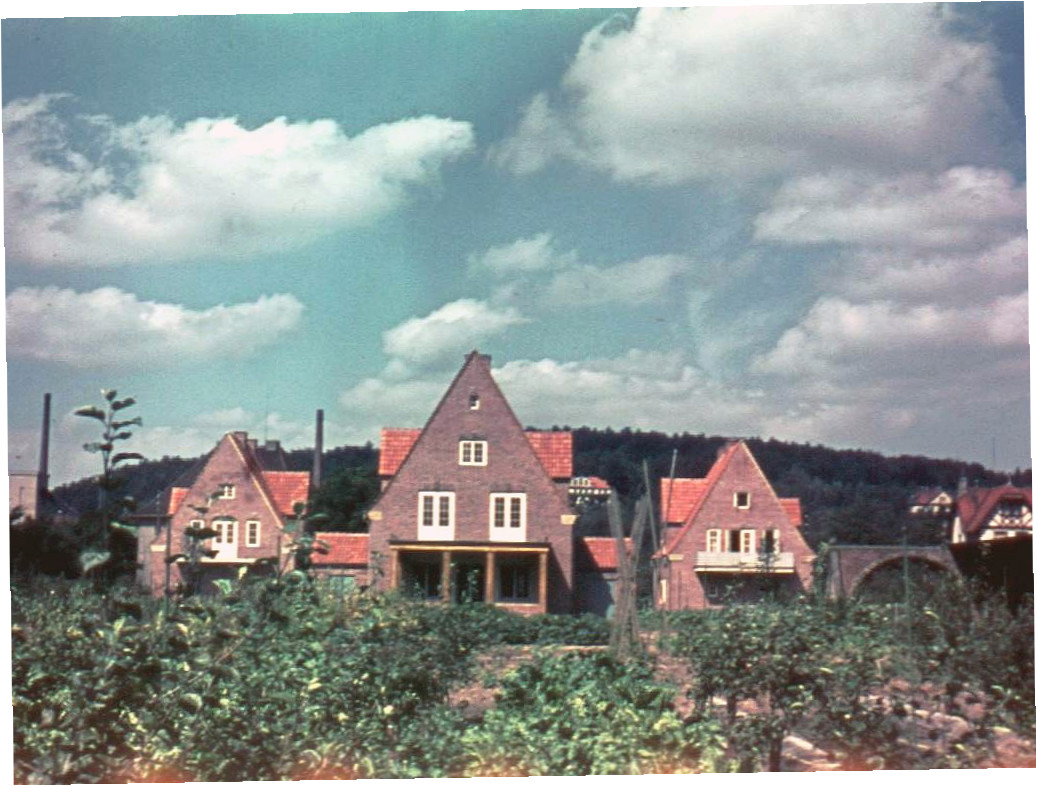
apartamentos da empresa MMM listadas, 1956

### Obra (de vida)
Sob a direção de Gerhard Kohnert, a MMM ganhou uma reputação nacional após a guerra. Era conhecido como fabricante de móveis dignos e inovadores para salas de estar e escritórios, por exemplo, móveis licenciados no estilo Bauhaus para as oficinas de Bremen (“Bremer Werkstätten”). No entanto, a progressiva industrialização e internacionalização da indústria de móveis nas décadas de 1960 a 1970 levou a uma concentração em empresas cada vez maiores e mais modernas nesta região e ao abandono daqueles que não conseguiram acompanhar esse processo.
Na I Guerra Mundial, Gerhard Kohn experimentou "como voluntário de guerra em todas as frentes (ou seja, nas frentes ocidental e oriental) e foi ferido duas vezes". “Ele era bem conhecido e popular em Melle... Ele promoveu os bombeiros de Melle e o coral infantil de Melle e foi co-fundador do Meller Volksbank em 1921. Em 1928, ele foi o campeão de tiro da culpa de Melle e, finalmente, membro honorário”.
Depois do fim da Segunda Guerra Mundial, o governo militar britânico se esforçou para encontrar novos líderes políticos locais, livres e eleitos democraticamente em Melle e após doze anos de nazismo. Em 14 de novembro de 1945, os membros do comitê municipal do governo militar propuseram a formação de um "Bürgervorsteher-Kollegium" (conselho municipal) de 20 pessoas, com base no modelo da República de Weimar. O governo militar referiu-se ao novo órgão como "conselho municipal" e aprovou a composição em 19 de dezembro de 1945. Em 9 de janeiro de 1946, o conselho municipal reuniu-se para sua sessão constituinte e, com a aprovação do coronel Wilcox, elegeu o fabricante de móveis Gerhard Kohnert como presidente da câmara. O ex-presidente da câmara, Dr. Freiherr von Massenbach, assumiu o recém-criado cargo de "Diretor da Cidade". “No entanto, devido à sua atitude alemã erecta, ele foi deposto novamente após alguns meses.... Em termos da sua natureza, Gerhard Kohnert fez poucas aparições públicas. No entanto, o combatente de incêndios Melle encontrou um apoio especial através dele. Há 25 anos atrás, ele já enfatizava a sua solidariedade para com o povo, ganhando a dignidade real do clube de tiro. Averso a qualquer actividade associativa, ele permite ao Coro Infantil Meller beneficiar do seu apoio especial.”.
Em comemoração ao seu 70º aniversário, em 2 de setembro de 1953, o fabricante Gerhard Kohnert recebeu a Ordem do Mérito da República Federal da Alemanha do Presidente Distrital Friemann, em reconhecimento aos seus serviços ao desenvolvimento da indústria de móveis domésticos. De acordo com o 'Meller Kreisblatt', este raro e elevado prêmio foi entregue pela terceira vez no distrito de Melle.

### Distinção
- 1953: Ordem do Mérito da República Federal da Alemanha

## Literatura
- Oliver Bonkamp: Cooperações e Redes na Indústria do Mobiliário da Região da Vestefália Oriental-Lippe. Dissertação. Universidade de Paderborn, 2005.
- Meller Kreisblatt: [https://www.noz.de/archiv/vermischtes/artikel/345244/60-jahre-kommunale-selbstverwaltung-in-melle 60 anos de auto-governo local em Melle. 'Meller Kreisblatt', 11 de Outubro de 2006.